# 舆论报 (法国)
《舆论报》（法語：L'Opinion，發音：[lɔpinjɔ̃] ⓘ），又译《言论报》《观点报》，是法国的一份日报，总部位于法国巴黎，由《回声报》前总裁、《费加罗报》前编辑总监尼古拉·贝图于2013年5月创办。该报持經濟自由主義立场。